# Стивън Нейгел
Стивън Рей Нейгел (на английски: Steven Ray Nagel) е американски тест пилот и астронавт на НАСА, участник в четири космически полета.

## Образование
Стивън Р. Нейгел завършва колежа Canton Senior High School, Кантън, Илинойс през 1964 г. Придобива бакалавърска степен по аеронавтика и аерокосмическо инженерство от университета на Илинойс през 1969 г. През 1978 г. става магистър по инженерна механика в Калифорнийския университет.

## Военна кариера
Стивън Нейгел постъпва на активна военна служба в USAF през 1969 г. Започва обучение за пилот в авиобазата Ларедо, Тексас. От октомври 1970 до юли 1971 е на служба във Великобритания, бойна ескадрила 68. Лети на самолет F-100 Супер сейбър. От октомври 1972 г. става инструктор и полетен екзаминатор в авиобазата Инглънд, Луизиана. Завършва школа за тест пилоти в авиобазата Едуардс, Калифорния през декември 1975 г. От януари 1976 г. е на служба в тест ескадрила 6512, базирана в Едуардс. В кариерата си има общ нальот от 9400 полетни часа, от тях – 6650 часа на реактивни машини.

## Служба в НАСА
Стивън Р. Нейгел е избран за астронавт от НАСА на 16 януари 1978 г., Астронавтска група №8. Първото си назначение получава още по време на първата мисия по новата програма Спейс шатъл STS-1. Тогава е включен в поддържащия екипаж. След това е назначен за CAPCOM офицер на мисиите STS-2 и STS-3. Той е взел участие в четири космически полета.

### Полети
| Космически полети на Стивън Рей Нейгел          | Космически полети на Стивън Рей Нейгел | Космически полети на Стивън Рей Нейгел | Космически полети на Стивън Рей Нейгел | Космически полети на Стивън Рей Нейгел | Космически полети на Стивън Рей Нейгел | Космически полети на Стивън Рей Нейгел |
| №                                               | Дата                                   | КК                                     | Емблема на мисията                     | Функции                                | Продължителност                        |                                        |
| ----------------------------------------------- | -------------------------------------- | -------------------------------------- | -------------------------------------- | -------------------------------------- | -------------------------------------- | -------------------------------------- |
| 1                                               | 17 юни 1985                            | „Дискавъри“, мисия STS-51G             |                                        | Специалист на мисията                  | 7 денонощия 01 час 38 мин. 52 сек.     |                                        |
| 2                                               | 26 ноември 1985                        | „Чалънджър“, мисия STS-61A             |                                        | Пилот                                  | 7 денонощия 00 часа 44 мин. 51 сек.    |                                        |
| 3                                               | 5 април 1991                           | „Атлантис“, мисия STS-37               |                                        | Командир                               | 5 денонощия 23 часа 32 мин. 44 сек.    |                                        |
| 4                                               | 26 април 1993                          | „Колумбия“, мисия STS-55               |                                        | Командир                               | 9 денонощия 23 часа 39 мин. 59 сек.    |                                        |
| Сумарно време в космоса – 30 дни 01 час 34 мин. |                                        |                                        |                                        |                                        |                                        |                                        |

### Административна служба в НАСА
Между 1995 и 1996 г. в продължение на около десет месеца е изпълняващ длъжността Директор на операциите и сигурността в Космическия център Линдън Джонсън, Хюстън, Тексас.

## Награди
- Медал за доблестна служба;
- Летателен кръст за заслуги с три дъбови листа;
- Медал за похвална служба;
- Въздушен медал със седем дъбови листа;
- Медал на НАСА за участие в космически полет (4);
- Медал на НАСА за изключителни постижения (2);
- Медал на НАСА за изключително лидерство.

## След НАСА
След като напуска USAF и НАСА, Стивън Нейгел започва работа като асистент в университета на щата Мисури.

## Личен живот
Стивън Нейгел е женен. Съпругата му д-р Линда Годуин е професор по физика в същия университет. Двамата заедно са участвали в осем космически полета – рекорд като семейно участие, заедно с друга съпружеска двойка от НАСА, Робърт Гибсън и Реа Седън, които имат също осем космически полета.